# Autoportrait
Autoportrait ist ein Jazzalbum von Clovis Nicolas. Die im September 2020 im Sear Sound Studio in New York City entstandenen Aufnahmen erschienen am 16. April 2021 auf Sunnyside Records.

## Hintergrund
Die Idee zu einer Solo-Aufnahme entstand während eines Konzerts von Dave Holland, das Nicolas faszinierte, als er den Bassisten allein auf der Bühne in Marseille auftreten sah. „Four Steps“ ist ein Song, den er als Hommage an den legendären Bassisten geschrieben hat. Nicolas begann das Projekt im September 2019 mit der Komposition von „Four Steps“, unterbrach die weiteren Arbeit an dem Soloprojekt jedoch, bis er im Januar 2020 ein Treffen mit seinem Kollegen und Freund, dem Produzenten Daniel Yvinec, hatte. Als er Yvinec von seinen Ideen erzählt hatte, ein Soloalbum aufzunehmen, bekräftigte jener die Bedeutung des Projekts. Kurz darauf wurde die Welt von der COVID-19-Pandemie heimgesucht, was die Arbeit für freiberufliche Musiker so gut wie unmöglich machte. So fand Nicolas aber Zeit für die Weiterarbeit an seinem Soloprojekt. Nicolas und Yvinec sprachen gelegentlich per Telefon oder Videokonferenz, um Ideen oder Feldvorschläge zu Material und Themen zu vertiefen. Ihre Bemühungen gipfelten in der Aufnahme des Albums im Sear Sound Studio in New York City im September 2020.
Neben eigenen Kompositionen spielte Nicolas Interpretationen von Jazzstandards, drunter Duke Ellingtons „Solitude“, Tadd Damerons „Hot House“ und „Everything Happens to Me“ von Matt Dennis. Die meditative Interpretation von Duke Ellingtons „Solitude“ ist von Billie Holidays düsterer Version (1941) geprägt, während Lennie Tristanos „Line Up“ ein seriöses Trainingsstück darstellt, wobei das chromatisch aufgebaute Stück für Kontrabass adaptiert wurde und sich in eine lebhafte technische Studie verwandelt. „Another Rendezvous“ verweist auf Nicolas’ vorangegangene Aufnahme [Freedom Suite Ensuite, 2017], mit einem Blues, der den Walking-Bass-Stil demonstriert. „Jubilate Deo“ basiert auf Nicolas’ zehnjährigem Studium des Kontrapunkts; das Stück wurde als Übung geschrieben, wobei die Klavieraufnahme die erste Aufführung des Stücks durch seinen Lehrer Kendall Durelle Briggs war.

## Titelliste
- Clovis Nicolas: Autoportrait (Sunnyside Records SSC4117)

1. After Bach 3:49
2. Hot House (Tadd Dameron) 3:16
3. Body and Soul (Johnny Green, Edward Heyman, Robert Sour, Frank Eyton) 3:30
4. Thon's Tea 3:27
5. Free 1:47
6. Another Rendezvous 3:44
7. Jubilate Deo 2:29
8. Four Steps 3:42
9. Solitude (Ellington, Mills, DeLange) 3:21
10. Line Up (Lennie Tristano) 1:50
11. Chloe 4:25
12. Lady Bass 1:22
13. Everything Happens to Me (Matt Dennis, Tom Adair) 5:20

Sofern nicht anders vermerkt, stammen die Kompositionen von Clovis Nicolas.

## Rezeption

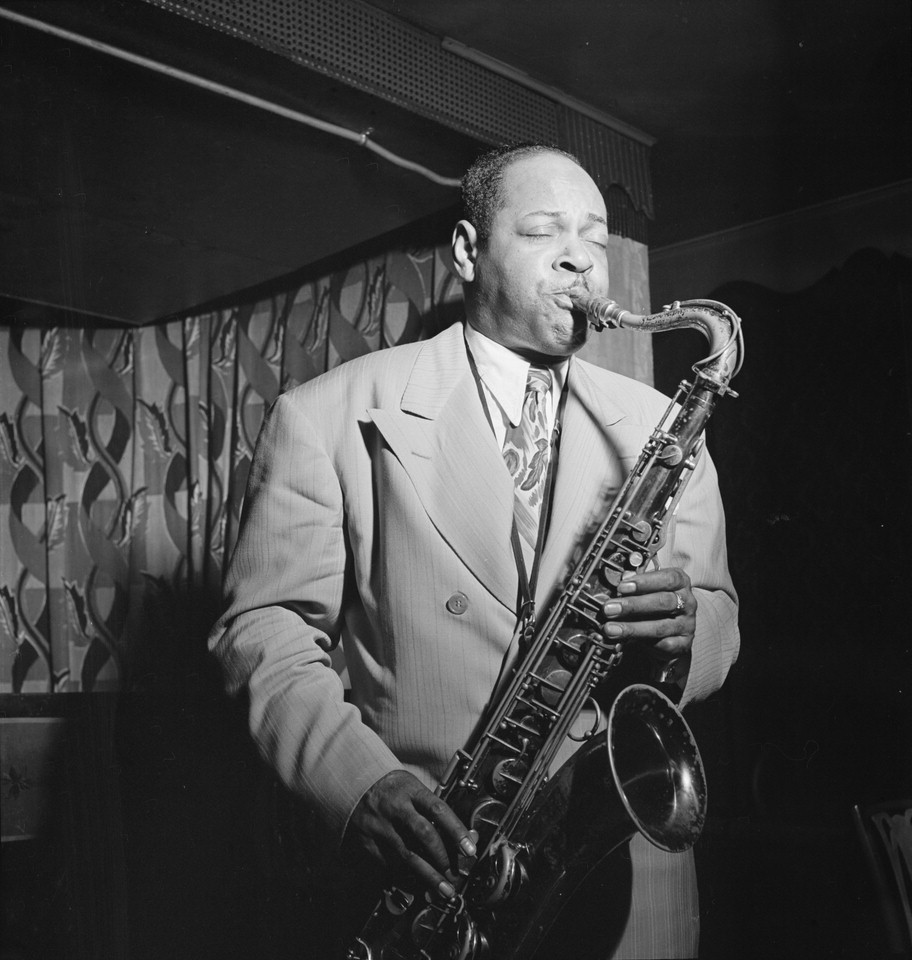
Coleman Hawkins im Spotlite Club, etwa September 1947.
Fotografie von William P. Gottlieb.

Nate Chinen meinte in Take Five (WBGO), die Solo-Bassaufnahme habe sich in letzter Zeit von der absoluten Seltenheit zu so etwas wie einem Übergangsritus entwickelt; Autoportrait sei ein schönes Beispiel für die Form des in Frankreich geborenen Bassisten. Im Laufe des Jahres 2020 entwickelt – aber in gewisser Weise noch viel länger in Arbeit – sei es eine beeindruckend abgerundete Aussage, und oft eine zutiefst lyrische. Wie andere vor ihm, versuche Nicolas, mit jedem Stück eine andere Seite seines Instruments zu präsentieren und anzugehen, in einem Moment Johnn Sebastian Bach zu begreifen, um im nächsten zum Bebop zu gelangen. Seine Version von „Body and Soul“ sei nicht nur eine Neuinterpretation des Songbook-Standards; es ist seine Transkription des ikonischen Coleman-Hawkins-Solos von 1937 und in diesem Sinne seine subtile Erinnerung daran, dass auch der Bass eine Melodie tragen kann.
Nach der Ansicht von Thierry Docmac (Paris Move) sei Clovis Nicolas – ähnlich wie Chris Jennings – ein Kontrabassist, der in der Lage sei, dem Solo-Kontrabass derart viel Musikalität und Poesie zu verleihen. Nicolas zeige dem Hörer auf seltene, aber außergewöhnliche Weise alle Möglichkeiten dieses Instruments im Solospiel. Mit Autoportrait beweise Clovis Nicolas einmal mehr seine Exzellenz und ohne jeglichen Anspruch die ganze Schönheit und Genauigkeit seines Spiels, aber auch seine Fantasie, seine Neuinterpretation bestimmter Stücke und das Gespür für den Klang seines Instruments.
Howard Mandel schrieb im Down Beat, Nicholas gehe auf seinem Soloalbum den Weg eines Puristen; er spiele einfach seinen Kontrabass ohne auch nur einen Bogen zu enutzen. „Kraft, Ton, Geschicklichkeit und Sensibilität für rhythmische Phrasierungen“ würden das Programm tragen, das sich stetig durch die Einflüsse des Bassisten bewege, beginnend mit einer Anspielung auf Bachs Celli-Suiten. Er verweise schließlich auf Bebop, Coleman Hawkins, Duke Ellington, Lennie Tristano, Dave Holland und „Rhythmus“-Änderungen mit einem Antrieb, der das Interesse an seinem Ziel aufrechterhalte. Das sei essenziell, so der Autor, denn sein großer Sound ist komplett entblößt.